# Ferme Villard
La ferme Villard est une ferme située en France sur la commune de Cayres, dans la région Auvergne-Rhône-Alpes.

## Localisation
La ferme est située dans le département français de la Haute-Loire, sur la commune de Cayres, dans l'ancienne région administrative d'Auvergne.

## Historique
Cette structure témoigne de l'architecture rurale caractéristique de la région des plateaux sud-ouest du Velay, construite en pierre volcanique, avant la Première Guerre mondiale. Au XVIe siècle, la propriété appartenait au notaire Claude Villard. Certains éléments, tels qu'une inscription datée de 1550, une ouverture surmontée d'un linteau en accolade et une meurtrière, suggèrent la possibilité qu'une partie du bâtiment remonte au XVIe siècle, ou du moins que des éléments de la construction primitive aient été réutilisés dans l'édifice du XIXe siècle.

## Description
La ferme suit le plan traditionnel de la région, comprenant un bâtiment d'habitation et, en retour, une grange-étable, le tout entouré d'un mur de clôture. Le bâtiment annexe se compose de deux étables au rez-de-chaussée. L'accès à la grange se fait par un escalier parallèle à la façade, abrité par un auvent soutenu par deux poutres. L'espace sous l'escalier est muré et utilisé comme soue ou débarras.

## Protection
La ferme est inscrite au titre des monuments historiques par arrêté du 10 septembre 1990.